# Landesgartenschau Wittenberge 2027
Die Landesgartenschau Wittenberge 2027 ist eine für das Jahr 2027 in Vorbereitung befindliche Landesgartenschau in der Stadt Wittenberge im brandenburgischen Landkreis Prignitz. Das Wittenberger Konzept für die Landesgartenschau findet unter dem Motto „Stadt.Land.Elbe. Wittenberge blüht auf!“ statt.
Die Landesgartenschau ist nicht mit der im gleichen Jahr in Sachsen-Anhalt geplanten Landesgartenschau Wittenberg zu verwechseln.